# Arantxa Santamaria
Arantxa Santamaria (n. 30 iunie 1982, Huesca) este un fotomodel spaniol. Santamaria a participat în 2000 cu succes la competția Elite Model Look. Ea a fost aleasă ca cel mai bun model spaniol primind titlul de "Model of the Month" în decembrie 2002.